# 甲斐尚哉
甲斐 尚哉（かい なおや、1987年10月14日 - ）は、日本の元ラグビー選手。

## プロフィール
- 宮崎県延岡市出身。
- ポジションはプロップ(PR)。
- 身長 172cm、体重 106kg
- ニックネームはカイ。
- 国体東京都代表に選ばれたことがある[1]。

## 来歴
高校からラグビーを始めた。
2006年、高鍋高校卒業後、帝京大学に入る。
2010年、帝京大学卒業後、NTTコミュニケーションズシャイニングアークスに加入。
2011年12月10日に行われたジャパンラグビートップリーグ第6節のパナソニック ワイルドナイツ戦に途中出場で公式戦初出場を果たした。
2017年、現役を引退した。